# Алькарас, Карлос
Ка́рлос Алькара́с Га́рфия (исп. Carlos Alcaraz Garfia; род. 5 мая 2003, Эль-Пальмар, Испания) — испанский теннисист. Самая молодая первая ракетка мира в истории среди мужчин; победитель пяти турниров Большого шлема в одиночном разряде (Открытый чемпионат США-2022, Уимблдон-2023, 2024, Открытый чемпионат Франции 2024 и 2025); победитель 21 турнира ATP в одиночном разряде, серебряный призёр Олимпийских игр 2024 года в одиночном разряде.

## Общая информация
Карлос родился в регионе Мурсия на юго-востоке Испании в семье Карлоса Алькараса и Вирхинии Гарфии. У него есть братья Альваро, Серхио и Хайме.
Начал играть в теннис в возрасте четырёх лет в теннисной школе своего отца. Его кумиром в ранние годы был Рафаэль Надаль. В 15 лет он поступил в академию Equelite в Вильене и стал тренироваться у бывшей первой ракетки мира Хуана Карлоса Ферреро.
Увлекается также гольфом и футболом. Болельщик футбольного клуба «Реал Мадрид».

## Стиль игры
Подобно своему тренеру Хуану Карлосу Ферреро, Карлос Алькарас — универсальный теннисист, но в основном использует агрессивный стиль игры с задней линии с упором на большое количество выигранных очков с удара справа, который обычно является его самым надёжным и мощным ударом. Он может либо бить прямо и быстро с любой позиции на корте, либо добавлять большое количество топспинов. Он также обладает всесторонним и более плоским ударом слева с меньшим зазором между воротами, который он может перенаправить по линии для чистых победных ударов. Его сильно замаскированный укороченный удар является ключевым в его игре, поскольку он часто сочетает в себе силу своих ударов с отскока, которые отталкивают его противников обратно на площадку в оборонительную позицию, с укороченным ударом. У него хорошая игра у сетки, в отличие от многих других испанских теннисистов, Алькарас хорошо играет с лета.
Его первая подача мощная, обычно на скорости около 200 км/ч (124 миль/ч). Тем не менее, у него есть отличная и надежная вторая подача, с помощью которой он может добавить верхнее вращение, чтобы получить высокий отскок от корта, и либо оттолкнуть, либо получить слабую отдачу от приближающихся противников, и эта подача обычно достигает скорости от 150 до 170 км/ч (от 93 до 106 миль/ч).
Алькарас заслужил признание за свои замечательные физические данные. В частности, его прямые спринты, способность контратаковать с зачастую незащищенных позиций на корте и чрезвычайно высокая пиковая скорость, благодаря которой его сравнивают с молодыми Рафаэлем Надалем и Гаэлем Монфисом. Его сравнивают с Новаком Джоковичем за его уверенные боковые движения и покрытие корта, которым помогают шпагаты и скольжение по корту в защите, особенно на стороне удара слева, где он часто может нейтрализовать агрессию соперника при ударах с земли или попытках дроп-шота. Его также иногда сравнивают с Роджером Федерером за его отличную работу ног и способность идти с ударом справа и контролировать площадку своими атакующими действиями.

## Спортивная карьера

### Начало карьеры
С 2019 года стал регулярно выступать в профессиональных турнирах. В своем первом турнире серии «челленджер» в Аликанте смог одержать победу над молодым итальянцем Янником Синнером, который впоследствии также стал первой ракеткой мира.
В начале 2020 года выиграл несколько «фьючерсов», а во второй половине 2020 года 4 раза играл в финалах «челленджеров» на грунте в Испании и Италии, выиграв три из них. В результате 17-летний Алькарас совершил резкий скачок в рейтинге, заняв по итогам года 141-ю позицию. Был удостоен награды ATP «Лучший новичок 2020 года».

### Сезон 2021: первый титул ATP и 1/4 финала Открытого чемпионата США
В 2021 году Карлос успешно прошёл отборочный турнир к Открытому чемпионату Австралии и принял участие в основной сетке турнира. В первом раунде он обыграл нидерландца Ботика ван де Зандсхюлпа, а во втором уступил шведу Микаэлю Имеру.
В апреле дошёл до полуфинала грунтового турнира ATP 250 в Марбелье, где уступил испанцу Хауме Мунару в двух сетах. В начале мая на турнире серии Мастерс в Мадриде в первом круге обыграл 34-ю ракетку мира Адриана Маннарино (6-4, 6-0). Во втором круге в день своего 18-летия Алькарас встретился со второй ракеткой мира Рафаэлем Надалем, «наследником» которого его считали многие эксперты. Надаль разгромил своего юного соотечественника со счётом 6-1, 6-2, выиграв 56 из 83 мячей в матче. Надаль отметил настрой, энергию и характер молодого теннисиста.

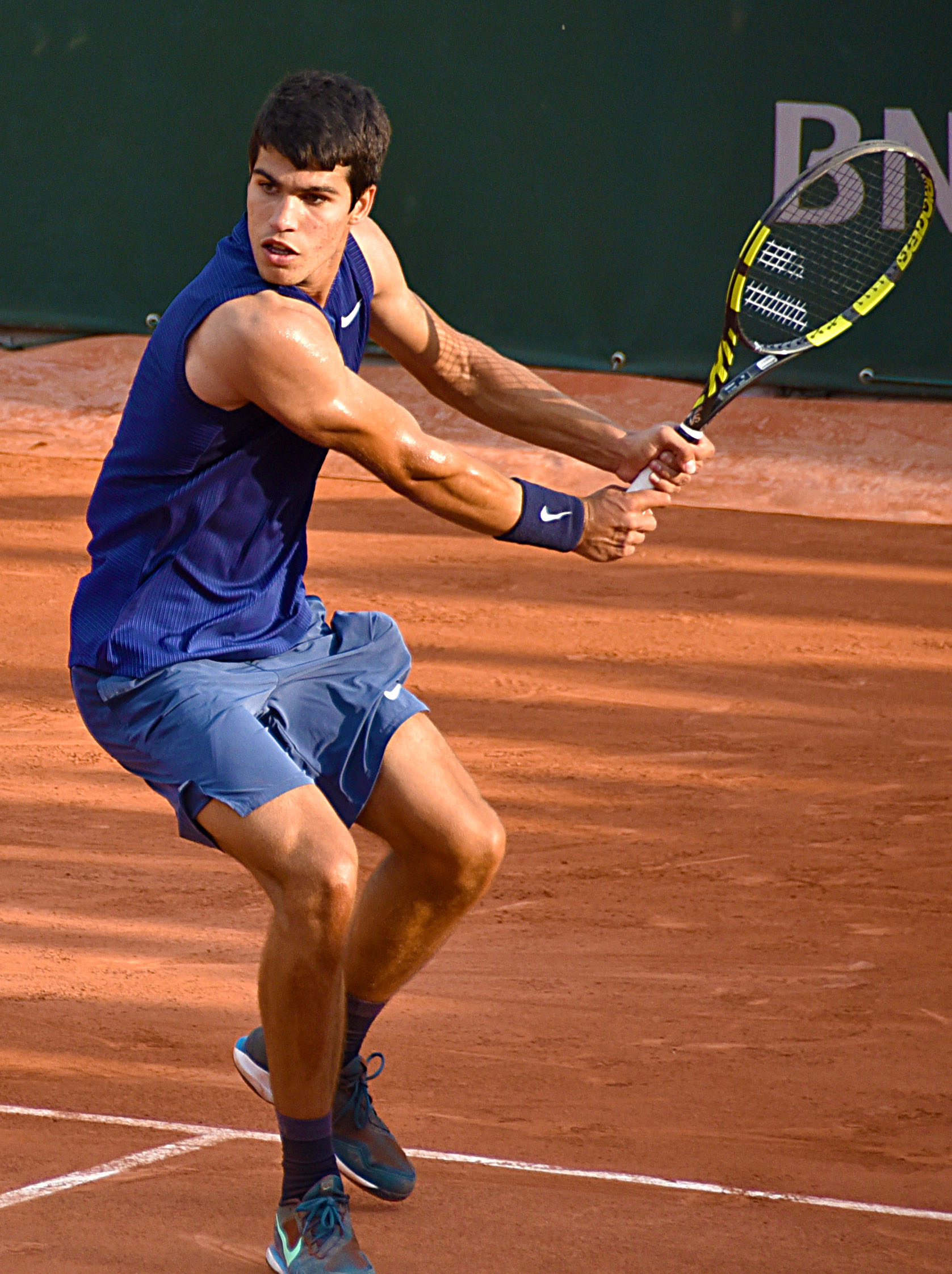
Алькарас на Открытом чемпионате Франции 2021 года

На Открытом чемпионате Франции Алькарас, победив в квалификации, сумел дойти до третьего раунда основной сетки. по ходу турнира он победил своего соотечественника Бернабе Сапата Миральеса, а также переиграл сеяного Николоза Басилашвили. В третьем круге уступил немцу Яну-Леннарду Штруффу.
На Уимблдоне во втором круге проиграл второй ракетке мира Даниилу Медведеву (4-6, 1-6, 2-6).
В июле 18-летний Алькарас, который тогда находился на 73-м месте в рейтинге, выиграл свой первый турнир ATP. На грунте в хорватском Умаге в финале он обыграл 35-летнего Ришара Гаске (6-2, 6-2), который начал профессиональную карьеру раньше, чем Алькарас родился.
На Открытом чемпионате США 2021 года впервые в карьере дошёл до четвертьфинала турнира Большого шлема. В первом круге Алькарас обыграл в трёх сетах 26-го сеяного Кэмерона Норри, затем прошёл француза Артюра Рендеркнеша, а в третьем круге сенсационно обыграл третью ракетку мира Стефаноса Циципаса со счётом 6-3, 4-6, 7-6(2), 0-6, 7-6(5). В этом матче Алькарас выиграл на 8 мячей меньше, чем соперник. Карлос реализовал 6 из 13 брейкпойнтов, а Циципас — 8 из 17. После игры испанец заявил, что это был лучший матч в его карьере, а также сравнил свой стиль с игрой Роджера Федерера. В четвёртом круге вновь в пяти сетах победил немца Петера Гоёвчика (5-7, 6-1, 5-7, 6-2, 6-0). В 1/4 финала Алькарас во втором сете отказался от продолжения матча с Феликсом Оже-Альяссимом из-за травмы.
В конце октября Алькарас на турнире ATP 500 в Вене впервые в карьере обыграл бывшую первую ракетку Энди Маррея (6-3, 6-4), а затем в 1/4 финала победил седьмую ракетку мира Маттео Берреттини со счётом 6-1, 6-7(2), 7-6(5), но в полуфинале уступил четвёртой ракетке мира Александру Звереву (3-6, 3-6). В начале ноября на турнире серии Мастерс в Париже испанец обыграл девятую ракетку мира Янника Синнера в двух сетах (третья в сезоне победа над игроком топ-10 рейтинга), но затем уступил Юго Гастону со счётом 4-6, 5-7, при том что во втором сете вёл 5-0. В один из отрезков второго сета Алькарас проиграл 17 мячей подряд.
Последним турниром сезона для Алькараса стал итоговый турнир молодых теннисистов Next Gen ATP Finals в Милане. В пяти матчах Карлос проиграл только один сет (матчи игрались из пяти сетов до 4 геймов в каждом). В финале испанец обыграл американца Себастьяна Корду.
Алькарас в конце года должен был сыграть за Испанию в финальных матчах Кубка Дэвиса, но заболел COVID-19 в конце ноября и был вынужден пропустить матчи за сборную. Сезон молодой испанец закончил на 32-м месте в мировом рейтинге, поднявшись за год на 109 позиций. Всего он сыграл 49 матчей на уровне ATP, из которых выиграл 32.

### Сезон 2022: прорыв в элиту, победа в США, самая юная первая ракетка мира

#### Первая половина сезона
На Открытом чемпионате Австралии впервые в карьере был посеян на турнире Большого шлема (под 31-м номером). Алькарас уверенно прошёл два круга, обыграв в трёх сетах чилийца Алехандро Табило (6-2, 6-2, 6-3) и серба Душана Лайовича (6-1, 6-1, 7-5). В третьем круге испанец в упорнейшем матче уступил седьмой ракетке мира итальянцу Маттео Берреттини. Алькарас проиграл первые два сета 2-6, 6-7(3), но выиграл два следующие со счётом 6-4, 6-2. В начале пятой партии итальянец подвернул ногу, Алькарас помог сопернику встать. Берреттини продолжил игру и сумел победить на супертай-брейке пятого сета со счётом 7-6(10-5). Матч продолжался 4 часа и 10 минут. Алькарас впервые проиграл пятисетовый матч и впервые в карьере уступил на тай-брейке в решающей партии.
На Открытом чемпионате Рио-де-Жанейро получил седьмой номер посева. Алькарас победил в трех сетах другого испанского теннисиста, Хауме Мунара (2-6, 6-2, 6-1), затем аргентинца Федерико Дельбониса (6-4, 7-6(1)). В четвертьфинале вновь встретился с Берреттини, первым сеяным на турнире, и взял реванш за поражение в Австралии, победив в трёх сетах — 6-2, 2-6, 6-2. В полуфинале Алькарас обыграл итальянца Фабио Фоньини в двух сетах и впервые в карьере вышел в финал турнира категории ATP 500. В решающем матче уверенно обыграл аргентинца Диего Шварцмана (6-4, 6-2). Победив в Рио-де-Жанейро, Алькарас дебютировал в топ-20 лучших теннисистов в одиночном разряде.
В Индиан-Уэлсе Алькарас впервые в карьере дошел до четвертьфинала турнира категории Мастерс, победив действующего чемпиона, британца Кэмерона Норри (6-4, 6-3). В полуфинале сразился с Рафаэлем Надалем и в упорной борьбе за 3 часа и 12 минут уступил в трёх сетах — 4-6, 6-4, 3-6.

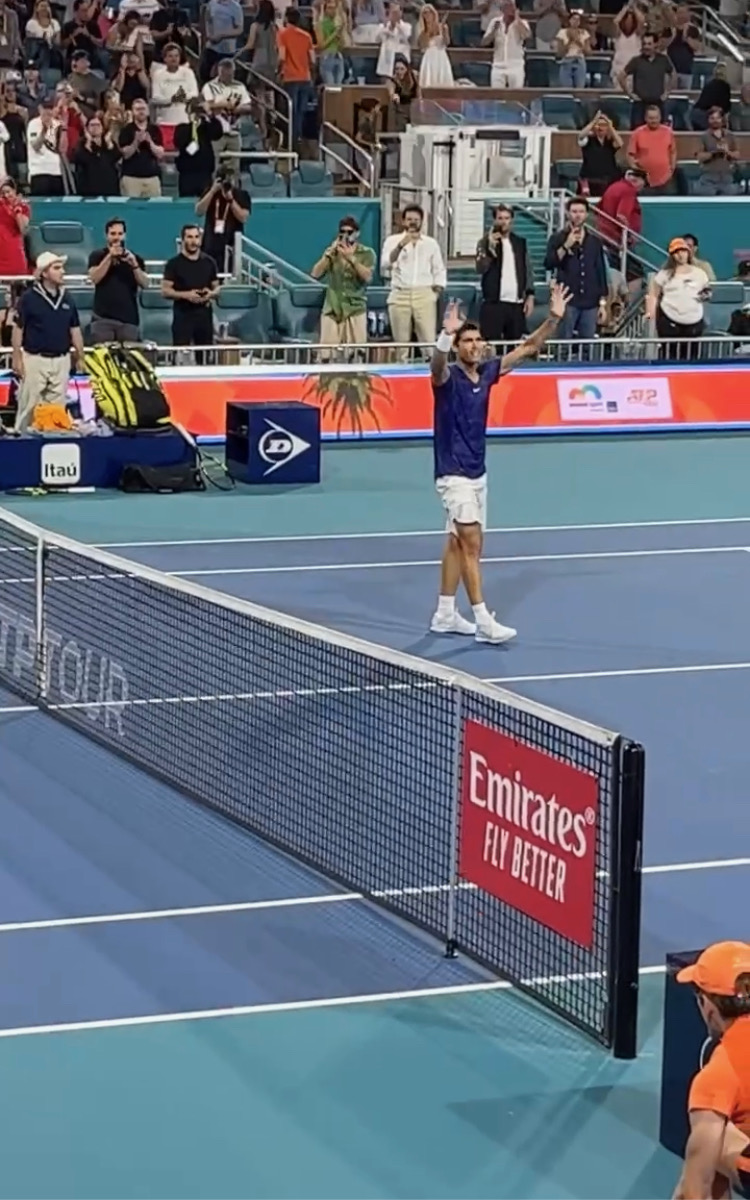
Алькарас после победы на Мастерсе в Майами

Став 14-м сеяным на турнире серии Мастерс в Майами, Алькарас обыграл Мартона Фучовича (6-3, 6-2), Марина Чилича (6-4, 6-4) и Стефаноса Циципаса, посеянного под третьим номером (7-5, 6-3). В четвертьфинале победил серба Миомира Кецмановича в трех партиях — 6-7(5), 6-3, 7-6(5), а в полуфинале — восьмого сеяного и действующего чемпиона, поляка Хуберта Хуркача — 7-6(5), 7-6(2). За титул Алькарас сразился с шестым сеяным, норвежцем Каспером Руудом, и победил в двух партиях (7-5, 6-4), став самым молодым победителем в истории турнира. Карлос также стал первым теннисистом, родившимся в XXI веке, который выиграл турнир серии Мастерс. В результате чего испанец поднялся в рейтинге на 11-е место.
После этого успеха Карлос на турнире серии Мастерс в Монте-Карло проиграл в первом же раунде американцу Себастьяну Корде со счётом 6-7(2), 7-6(5), 3-6. Зато через неделю на турнире ATP 500 в Барселоне Алькарас снова выступил отлично. В четвертьфинале Алькарас переиграл Циципаса, одолев грека уже в третий раз подряд, в полуфинале отыграл два матчбола у Алекса де Минора, а в финале легко обыграл соотечественника Пабло Карреньо Бусту — 6-3, 6-2. Этот успех позволил молодому игроку впервые в карьере попасть в первую десятку рейтинга АТП, в конце апреля заняв девятую позицию.
В мае, на следующий день после своего 19-летия, на Мастерсе в Мадриде Алькарас впервые в карьере победил в четвертьфинале пятикратного чемпиона Мадрида, 4-ю ракетку мира Рафаэля Надаля и стал первым подростком, обыгравшим его на грунте. Он также прервал победную серию Надаля из 25 матчей против других испанцев. На следующий день он в очень упорном матче за 3 часа и 35 минут впервые в карьере обыграл первую ракетку мира Новака Джоковича в полуфинале, одержав шестую победу подряд над игроками из топ-10, и стал самым молодым игроком, выигравшим у первой ракетки мира со времён Надаля против Роджера Федерера в 2004 году. Также Карлос стал первым теннисистом когда-либо, кому удалось обыграть Джоковича и Надаля подряд на грунте и самым молодым финалистом среди мужчин в истории Мастерса в Мадриде. Он завоевал свой четвёртый титул в сезоне и второй из серии Мастерс, разгромив в финале третью ракетку мира Александра Зверева (6-3, 6-1), таким образом, обыграв тройку лучших в трех матчах подряд. Эта победа стала для Алькараса уже восьмой над игроками топ-10 в сезоне 2022 года. Это первый случай после Давида Налбандяна в Мадриде 2007 года, когда игрок победил трех игроков из топ-5 на Мастерсе и стал самым молодым игроком, сделавшим это с начала проведения серии в 1990 году. В результате 9 мая 2022 года Алькарас поднялся на шестое место в мировом рейтинге.
Перед Открытым чемпионатом Франции юный Алькарас, посеянный под шестым номером, рассматривался как один из фаворитов наряду с Джоковичем и Надалем. Легко победив 28-летнего аргентинца Хуана Игнасио Лондеро в трёх сетах, уже во втором круге Алькарас неожиданно едва не проиграл 34-летнему Альберту Рамосу Виньоласу. В четвёртом сете у Рамоса был матчбол на своей подаче при счёте 5-4, а в пятом сете Альберт вёл 3-0, однако Алькарас сумел победить со счётом 6-1, 6-7(7), 5-7, 7-6(2), 6-4. Алькарас реализовал 8 брейкпойнтов из 31, тогда как Рамос 6 из 7. После этого Алькарас уверенно в трёх сетах обыграл Себастьяна Корду и Карена Хачанова. В четвертьфинале против Александра Зверева Алькарас считался фаворитом, однако Зверев показал очень сильную игру и сумел прервать 14-матчевую победную серию Алькараса. При этом Алькарас отыграл подачу на матч Зверева в 4-м сете, а затем имел сетбол на тай-брейке, но Зверев сумел всё же выиграть в 4 сетах — 6-4, 6-4, 4-6, 7-6(7). Алькарас после матча отметил, что «не сильно далёк от полуфинала или победы на турнире Большого шлема», добавив, что «ушёл с корта с высоко поднятой головой, так как сражался до последнего мяча в тяжёлом матче».

#### После Открытого чемпионата Франции

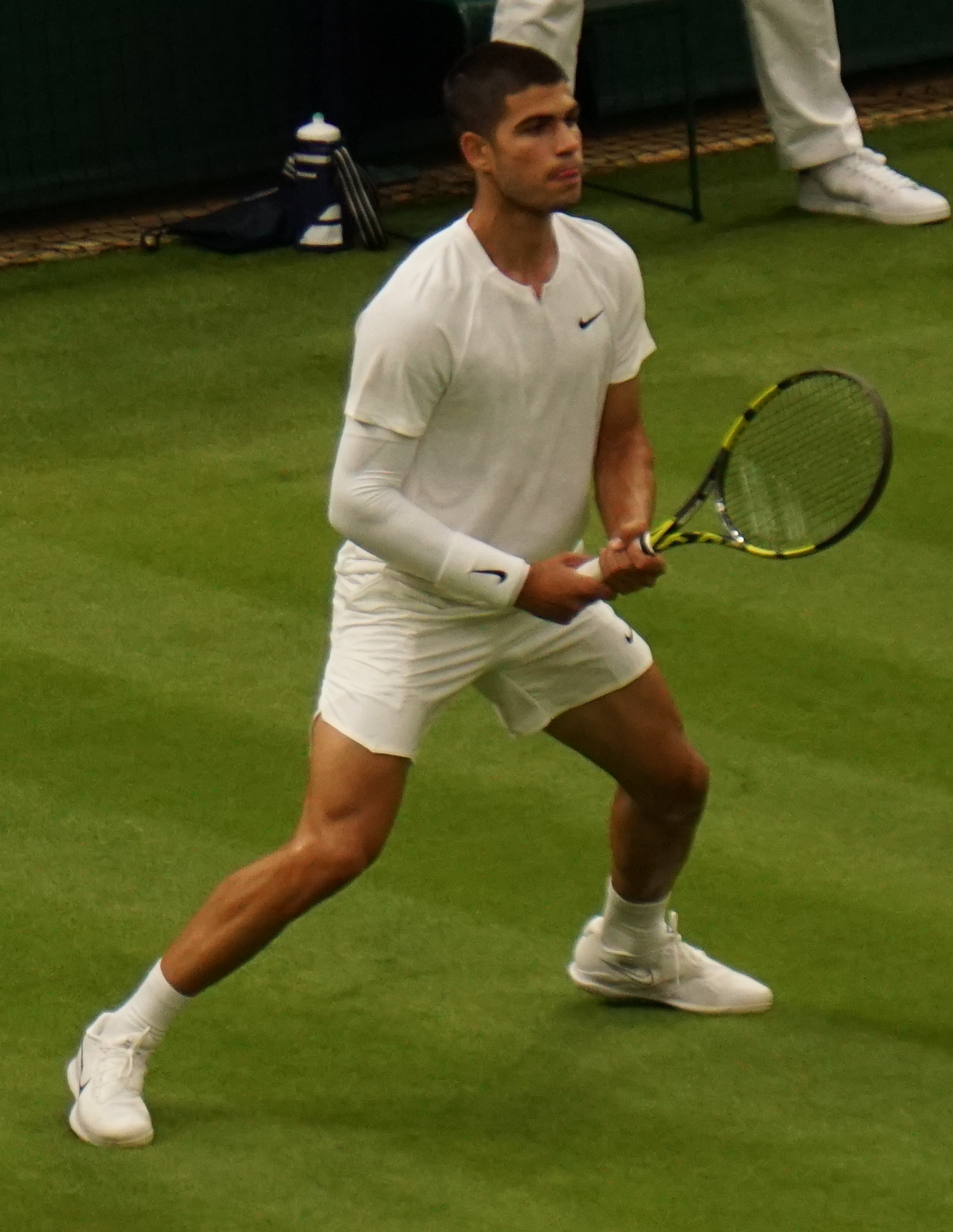
Алькарас на Уимблдоне 2022 года

Между «Ролан Гаррос» и Уимблдоном Алькарас не участвовал в официальных турнирах на траве. На самом Уимблдоне Алькарас был посеян под пятым номером и едва не выбыл уже в первом круге, сумев обыграть немца Яна-Леннарда Штруффа лишь в пяти сетах. Затем Карлос более уверенно выиграл два матча, но в четвёртом круге уступил Яннику Синнеру за 3 часа и 35 минут со счётом 1-6, 4-6, 7-6(8), 3-6, хотя отыграл два матчбола в третьем сете и ещё три в четвёртом. За весь матч Алькарас ни разу не сумел взять подачу соперника, хотя имел 7 брейк-пойнтов.
Во второй половине июля на турнире ATP 500 в Гамбурге на грунте дошёл до финала, где уступил Лоренцо Музетти — 4-6, 7-6(6), 4-6. Это было первое поражение Алькараса в финале турнира ATP после пяти побед.
25 июля в обновлённом рейтинге ATP Алькарас занял пятое место, дебютировав в топ-5 лучших теннисистов мира.
На следующей неделе после финала турнира в Гамбурге в хорватском Умаге на турнире ATP 250 Алькарас вновь дошёл до финала, где в трёхсетовом матче уступил Яннику Синнеру — 7-6(5), 1-6, 1-6. Выход в финал этого турнира позволил Карлосу подняться на четвёртое место в рейтинге ATP.
На турнире серии Мастерс 1000 в Монреале всего лишь второй раз в сезоне проиграл уже на старте — Томми Полу в трёх сетах. На Мастерсе 1000 в Цинциннати дошёл до четвертьфинала, где уступил 11-й ракетке мира Кэмерону Норри — 6-7(4), 7-6(4), 4-6.
На Открытом чемпионате США Алькарас был посеян под третьим номером и уверенно вышел в 4-й круг, не отдав ни одного сета в трёх матчах. В 4-м круге в пяти сетах обыграл хорватского ветерана Марина Чилича за 3 часа 53 минуты, а в четвертьфинале также в пяти сетах победил Янника Синнера. В четвёртом сете матча против Синнера Алькарас отыграл матчбол. Матч длился 5 часов и 15 минут, закончился в 2:50 после полуночи (самое позднее завершение матча в истории турнира) и стал вторым по продолжительности в истории Открытого чемпионата США. Карлос впервые в карьере вышел в полуфинал турнира Большого шлема. Алькарас стал самым молодым полуфиналистом турнира Большого шлема с 2005 года и самым молодым полуфиналистом Открытого чемпионата США с 1990 года. В полуфинале вновь в пяти сетах Алькарас победил ещё одного дебютанта полуфинальной стадии турниров Большого шлема американца Фрэнсиса Тиафо и вышел в финал. Это была 50-я победа в сезоне для Карлоса. Алькарас стал первым родившимся в XXI веке теннисистом, вышедшим в финал турнира Большого шлема в мужском одиночном разряде. 11 сентября в финале Карлос обыграл в четырёх сетах норвежца Каспера Рууда и 12 сентября стал самым юным в истории лидером мирового рейтинга в возрасте 19 лет, 4 месяцев и 7 дней (в случае победы в финале Рууд также впервые бы занял первое место в рейтинге), побив рекорд Ллейтона Хьюитта. Алькарас также стал первым теннисистом в истории, который стал первой ракеткой мира ещё до 20-летия. Алькарас получил 2,6 млн долларов призовых за победу в США.
Турнирный путь на Открытом чемпионате США
| Стадия     | Соперник (посев)   | Рейтинг | Счёт                      | Время матча |
| 1-й круг   | Себастьян Баэс     | 37      | 7-5 7-5 2-0 — отказ       | 2 ч 31 мин  |
| 2-й круг   | Федерико Кориа     | 78      | 6-2 6-1 7-5               | 2 ч 10 мин  |
| 3-й круг   | Дженсон Бруксби    | 43      | 6-3 6-3 6-3               | 2 ч 14 мин  |
| 4-й круг   | Марин Чилич (15)   | 17      | 6-4 3-6 6-4 4-6 6-3       | 3 ч 53 мин  |
| 1/4 финала | Янник Синнер (11)  | 13      | 6-3 6-7(7) 6-7(0) 7-5 6-3 | 5 ч 15 мин  |
| 1/2 финала | Фрэнсис Тиафо (22) | 26      | 6-7(6) 6-3 6-1 6-7(5) 6-3 | 4 ч 19 мин  |
| Финал      | Каспер Рууд (5)    | 7       | 6-4 2-6 7-6(1) 6-3        | 3 ч 23 мин  |

Первый матч в статусе первой ракетки мира Алькарас выиграл в Валенсии в рамках Кубка Дэвиса у корейца Квона Сун Ву в двух сетах. В следующем матче там же в Валенсии Алькарас проиграл в трёх сетах Феликсу Оже-Альяссиму.
В начале октября Карлос сыграл на турнире ATP 500 в Астане, где уже в первом матче уступил 66-й ракетке мира Давиду Гоффену (5-7, 3-6), хотя вёл с брейком в первом сете. В конце октября на турнире ATP 500 в Базеле Карлос дошёл до полуфинала, где проиграл Феликсу Оже-Альяссиму (3-6, 2-6).
В начале ноября на Мастерсе в Париже Алькарас дошёл до четвертьфинала, где встретился с 18-й ракеткой мира Хольгером Руне. Карлос проиграл первый сет 3-6, во втором сете при счёте 6-6 снялся из-за травмы. Это был последний матч Алькараса в 2022 году
На следующий день стало известно, что Алькарас из-за травмы пропустит Итоговый турнир ATP и матчи сборной Испании в Кубке Дэвиса.
Алькарас завершил сезон на первом месте в рейтинге, он выиграл 57 из 70 матчей и одержал 5 побед на турнирах.

### Сезон 2023: победа на Уимблдоне, два титула Мастерс
В начале января стало известно, что Алькарас из-за травмы ноги пропустит Открытый чемпионат Австралии. По итогам турнира Джокович сместил Алькараса с первой строчки рейтинга.
15 февраля Алькарас вернулся на корт на турнире ATP 250 в Буэнос-Айресе на грунте и обыграл серба Ласло Джере (6-2, 4-6, 6-2). Затем дошёл до финала турнира, где победил Кэмерона Норри (6-3, 7-5). Это был седьмой титул ATP для Алькараса и первый после победы на Открытом чемпионате США 2022 года. Через неделю Алькарас второй год подряд дошёл до финала турнира ATP 500 в Рио-де-Жанейро (10-й в карьере финал турнира ATP для Алькараса), где вновь встретился с Кэмероном Норри. На этот раз сильнее был британец — 5-7, 6-4, 7-5.
На Мастерсе в Индиан-Уэлсе Алькарас выиграл титул, победив в финале россиянина Даниила Медведева (6-3, 6-2), а по пути к нему обыграв Коккинакиса, Грикспура, Дрэйпера, Оже-Альяссима и Синнера. После победы Алькарас вновь стал первой ракеткой мира, сместив Новака Джоковича с первой строчки рейтинга ATP. На Мастерсе в Майами дошёл до полуфинала, проиграв там Яннику Синнеру. После завершения турнира стал второй ракеткой мира, снова уступив лидерство в рейтинге Новаку Джоковичу. На турнире в Барселоне Алькарас обыграл Боржеса, Баутисту Агута, Давидовича Фокину, Эванса и в финале переиграл Стефаноса Циципаса. Это был первый титул для Алькараса, который он смог защитить.
Карлос также смог защитить титул на турнире Мастерс в Мадриде, в финале обыграв немца Яна-Леннарда Штруффа (6-4, 3-6, 6-3), а по пути к нему Алькарас победил Руусувори, Димитрова, Зверева, Хачанова и Чорича. На турнире в Риме во втором раунде обыграл Рамоса, но в третьем потерпел сенсационное поражение от 135-й ракетки мира Фабиана Марожана из Венгрии в двух сетах — 3-6, 6-7(4). По итогам турнира Алькарас вновь стал первой ракеткой мира, обойдя в рейтинге Джоковича.

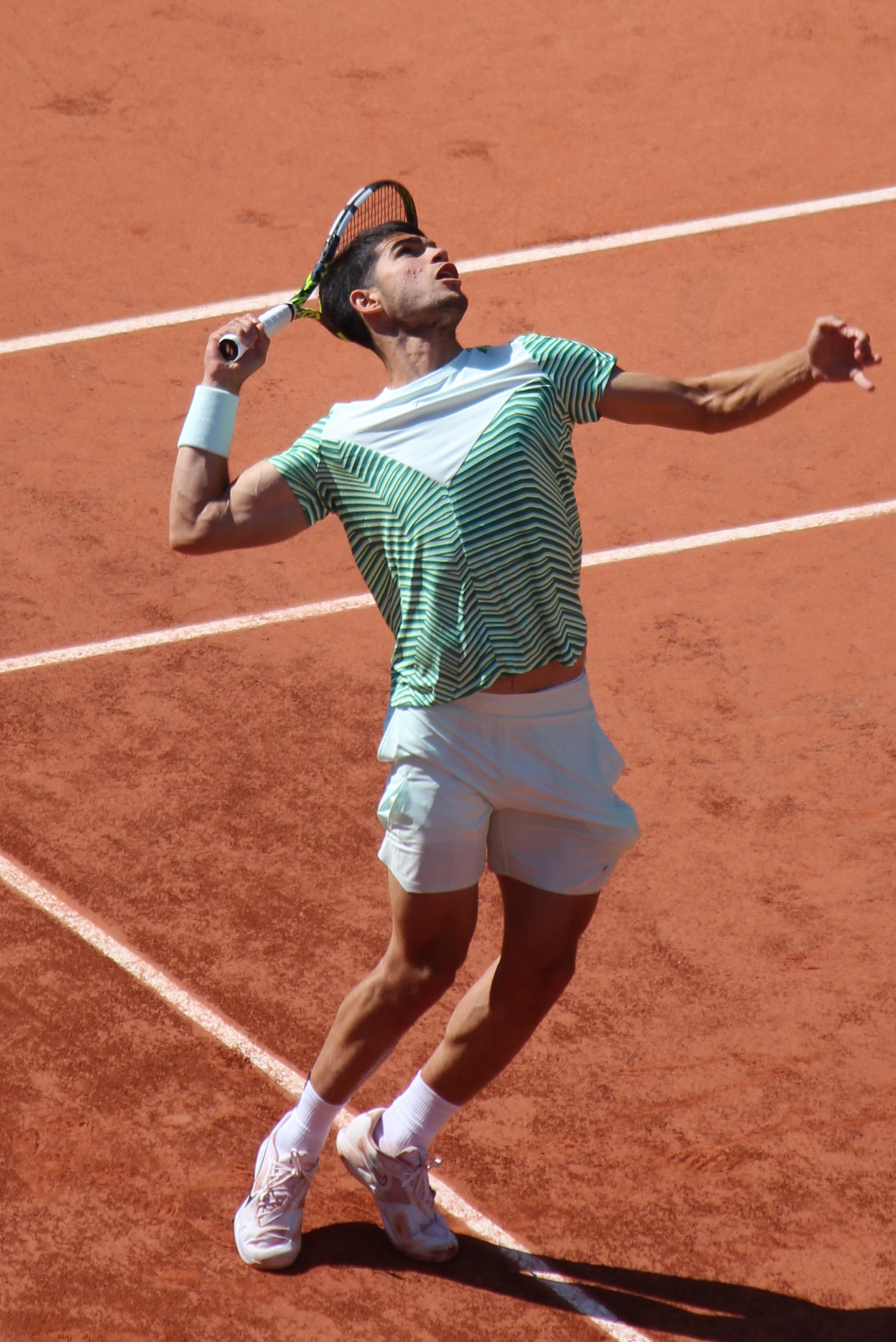
Алькарас на Открытом чемпионате Франции 2023 года

На «Ролан Гаррос» Карлос уверенно дошёл до полуфинала, по пути обыграв Коболли, Даниэля, Шаповалова, Музетти и Циципаса, отдав всего один сет (против Таро Даниеля). В полуфинале встретился с Джоковичем. Алькарас проиграл первый сет со счётом 3-6, взял второй со счётом 7-5, но в третьем сете при счёте 1-0 оступился на приёме подачи. Ногу Алькараса стали сводить судороги, после этого испанец взял медицинский тайм-аут. Алькарас смог продолжить матч, но взял только один гейм после возвращения в игру. Матч закончился победой Джоковича со счётом 6-3, 5-7, 6-1, 6-1, который затем выиграл турнир и сместил Алькараса с первой строчки рейтинга.

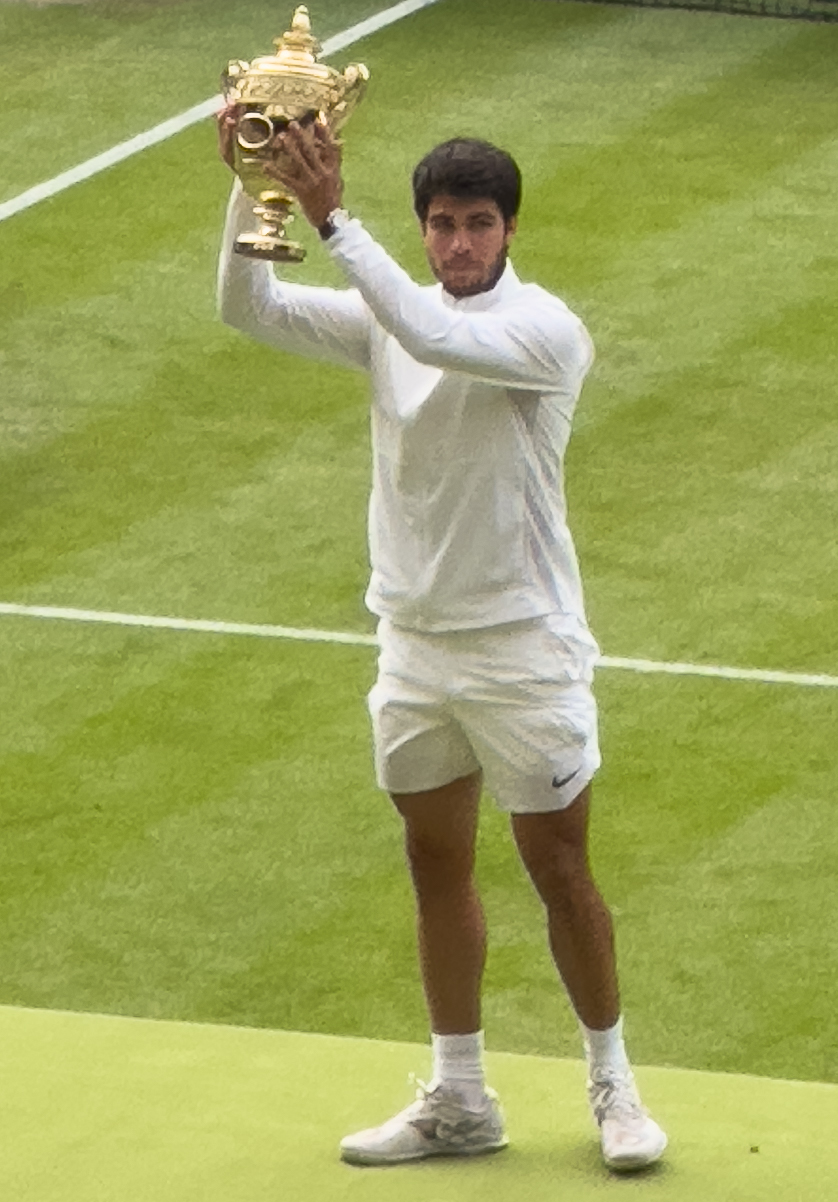
Алькарас после победы на Уимблдоне 2023 года

В конце июня Алькарас впервые в карьере выиграл турнир ATP на траве, победив на турнире в Лондоне. При этом, начиная со второго круга, Алькарас выиграл все матчи в двух сетах, ни разу не сыграв тай-брейк. В финале Карлос переиграл Алекса де Минора — 6-4, 6-4. Победа позволила вернуться на первую строчку рейтинга, сместив Джоковича. На Уимблдоне Алькарас дошёл до финала, проиграв в 6 матчах только 2 сета. В полуфинале Алькарас разгромил Даниила Медведева со счётом 6-3, 6-3, 6-3. В решающем матче Алькарас обыграл семикратного чемпионом этого турнира Новака Джоковича в пяти сетах со счётом 1-6, 7-6(6), 6-1, 3-6, 6-4. Только два теннисиста выигрывали Уимблдон в мужском одиночном разряде в более юном возрасте — Бьорн Борг (1976) и Борис Беккер (1985, 1986).
В июле принял участие в выставочном командном турнире Кубок Хопмана в Ницце. Алькарас победил бельгийца Гоффена и хорвата Чорича, но несмотря на эти победы, команда Испании финишировала на последнем месте в группе из-за поражений в женском одиночном и смешанном парном разряде.
В августе на Мастерсе в Торонто Алькарас победил американца Бена Шелтона в двух сетах, затем смог обыграть поляка Хуберта Хуркача в тяжёлом трёхсетовом поединке, а в четвертьфинале уступил в трёх сетах американцу Томми Полу, как и годом ранее на этом же турнире. На турнире серии Мастерс 1000 в Цинциннати дошёл до финала, где в тяжелейшем матче, который длился 3 часа 49 минут (рекорд для турниров данной серии) уступил Джоковичу со счётом 7-5, 6-7(7), 6-7(4). Алькарас вёл 4-2 во втором сете, а затем не реализовал матчбол на тай-брейке. Алькарас впервые в карьере проиграл финал на турнирах серии Мастерс или Большого шлема.
На Открытом чемпионате США Алькарас уверенно дошёл до полуфинала, отдав в пяти матчах только один сет. В четвертьфинале Алькарас разгромил 12-ю ракетку мира Александра Зверева со счётом 6-3, 6-2, 6-4. В полуфинале Алькарас был фаворитом в матче против Даниила Медведева. но уступил со счётом 6-7(3), 1-6, 6-3, 3-6. Медведев сравнял счёт в противостоянии с Алькарасом (2-2). Медведев затем проиграл в финале Джоковичу. По итогам турнира Алькарас уступил лидерство в рейтинге Джоковичу.
В начале октября Алькарас дошёл до полуфинала турнира ATP 500 в Пекине на харде, где проиграл 7-й ракетке мира Яннику Синнеру со счётом 6-7(4), 1-6. Синнер победил Алькараса 4-й раз в 7 матчах и затем выиграл турнир. Вслед за этим на турнире серии Мастерс 1000 в Шанхае на харде Алькарас на стадии 1/8 финала неожиданно проиграл 19-й ракетке мира Григору Димитрову со счётом 7-5, 2-6, 4-6. После этого Алькарас не играл почти месяц и вернулся на корты только на последнем в сезоне турнире серии Мастерс в Париже. Перед турниром Алькарас говорил, что находится не в оптимальном состоянии, но его поражение в первом же матче от Романа Сафиуллина в двух сетах (3-6, 4-6) стало неожиданностью. Алькарас впервые в сезоне проиграл уже стартовый матч на турнире.
На Итоговом турнире в группе проиграл Александру Звереву в трёх сетах, а затем в двух сетах обыграл Андрея Рублёва (7-5, 6-2) и Даниила Медведева (6-4, 6-4). В полуфинале проиграл первой ракетке мира Новаку Джоковичу 3-6, 2-6. Занял второе место в рейтинге по итогам сезона.

### Сезон 2024: титулы на Ролан Гаррос и Уимблдоне, олимпийское серебро, дебют и победа на Кубке Лэйвера
На Открытом чемпионате Австралии Алькарас был посеян под вторым номером и впервые дошёл до 1/4 финала этого турнира. В четырёх матчах Алькарас проиграл только один сет — во втором круге на тай-брейке Лоренцо Сонего. В четвертьфинале Алькарас был фаворитом матча против Александра Зверева. Но немецкий теннисист завладел преимуществом с самого начала игры и взял первые две партии со счётом 6-1, 6-3. В третьей партии Зверев вёл 5-2, но Алькарас сумел впервые в матче взять подачу соперника при счёте 3-5, а затем выиграть партию на тай-брейке. В четвёртой партии шла равная игра, но при счёте 4-4 Алькарас проиграл свою подачу, а в следующем гейме Зверев выиграл матч. Алькарас проиграл со счётом 1-6, 3-6, 7-6(2), 4-6. За матч Алькарас семь раз проиграл свою подачу, а Зверев, попадавший 85 % мячей на первой подаче, только два раза.
В феврале на турнире ATP 250 в Буэнос-Айресе Алькарас проиграл в полуфинале Николасу Ярри — 6-7(2), 3-6. На турнире ATP 500 в Рио-де-Жанейро Алькарас получил травму голеностопа и был вынужден сняться уже после двух геймов первого матча против Тиаго Монтейро. 3 марта сыграл выставочный матч в Лас-Вегасе против Рафаэля Надаля, который выиграл со счётом 3-6, 6-4, [14-12].
Алькарас сумел защитить титул на Мастерсе в Индиан-Уэлсе в финале, как и год назад, переиграв Даниила Медведева со счётом 7-6(5), 6-1. На пути к финалу Карлос обыграл Маттео Арнальди, Феликса Оже-Альяссима, Фабиана Марожана, Александра Зверева и Янника Синнера, прервав его победную серию из 19 матчей. На Мастерсе в Майами Алькарас уступил в четвертьфинале Григору Димитрову. Карлос был вынужден пропустить турниры в Монте-Карло и Барселоне из-за травмы руки. Вернулся на корт на Мастерсе в Мадриде, где дошёл до четвертьфинала, проиграв там будущему чемпиону турнира Андрею Рублёву. После Алькарас снялся с Мастерса в Риме.

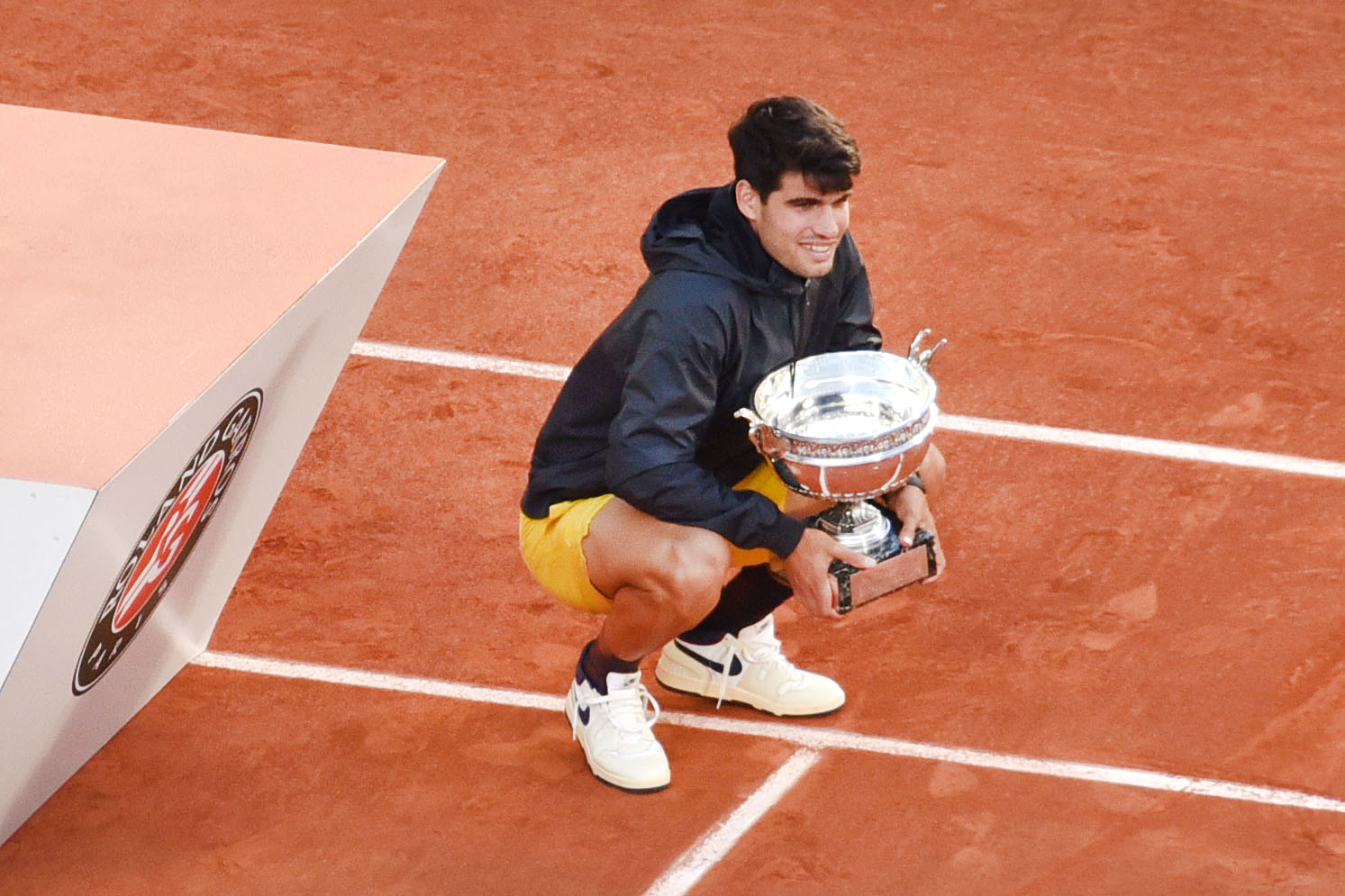
Алькарас после победы на Открытом чемпионате Франции 2024 года

На пути к полуфиналу на «Ролан Гаррос» Алькарас отдал всего один сет и переиграл таких игроков, как Джеффри Вульф (6-1, 6-2, 6-1), Йеспер де Йонг (6-3, 6-4, 2-6, 6-2), Себастьян Корда (6-4, 7-6, 6-3), Феликс Оже-Альяссим (6-3, 6-3, 6-1), Стефанос Циципас (6-3, 7-6, 6-4). В полуфинале в пятисетовом матче Алькарас переиграл Янника Синнера, который стал первой ракеткой мира по итогам турнира, со счётом 2-6, 6-3, 3-6, 6-4, 6-3. В финале Алькарас встретился с Александром Зверевым и победил в пятисетовом матче, который длился 4 часа 20 минут, со счётом 6-3, 2-6, 5-7, 6-1, 6-2. Алькарас стал самым молодым теннисистом, взявшим три турнира Большого шлема на всех покрытиях. После турнира Карлос стал второй ракеткой мира, опередив Джоковича. На турнире в Queen’s Club, где ему нужно было защищать титул, Алькарас в первом раунде переиграл аргентинца Франсиско Серундоло в 2 сетах, но в 1/8 неожиданно уступил британскому теннисисту Джеку Дрейперу в 2 сетах. По итогам турнира Алькарас опустился на 3-ю строчку рейтинга, пропустив на второге место Новака Джоковича.
Карлос отлично стартовал на травяных кортах Уимблдона, обыграв в первом круге квалифицировавшегося эстонца Марка Лаяля — 7-6(3), 7-5, 6-2, во втором круге так же, не испытав трудностей, прошел Александра Вукича — 7-6(5), 6-2, 6-2, в третьем круге одолел американца Фрэнсиса Тиафо — 5-7, 6-2, 4-6, 7-6(2), 6-2, в четвёртом круге обыграл Уго Умбера — 6-3, 6-4, 1-6, 7-5. В четвертьфинале Алькарас в четырёх сетах переиграл американца Томми Пола со счётом 5-7, 6-4, 6-2, 6-2. В полуфинале переиграл россиянина Даниила Медведева (6-7, 6-3, 6-4, 6-4). В финале, как и год назад, встретился с Джоковичем. Алькарас разгромил соперника в первых двух сетах с одинаковым счётом 6-2, и, несмотря на упущенный тройной матчбол в третьем сете при счёте 5-4 на своей подаче, и последовавший обратный брейк, сумел на тай-брейке со счётом 7-4 закрыть матч и защитить прошлогодний титул.

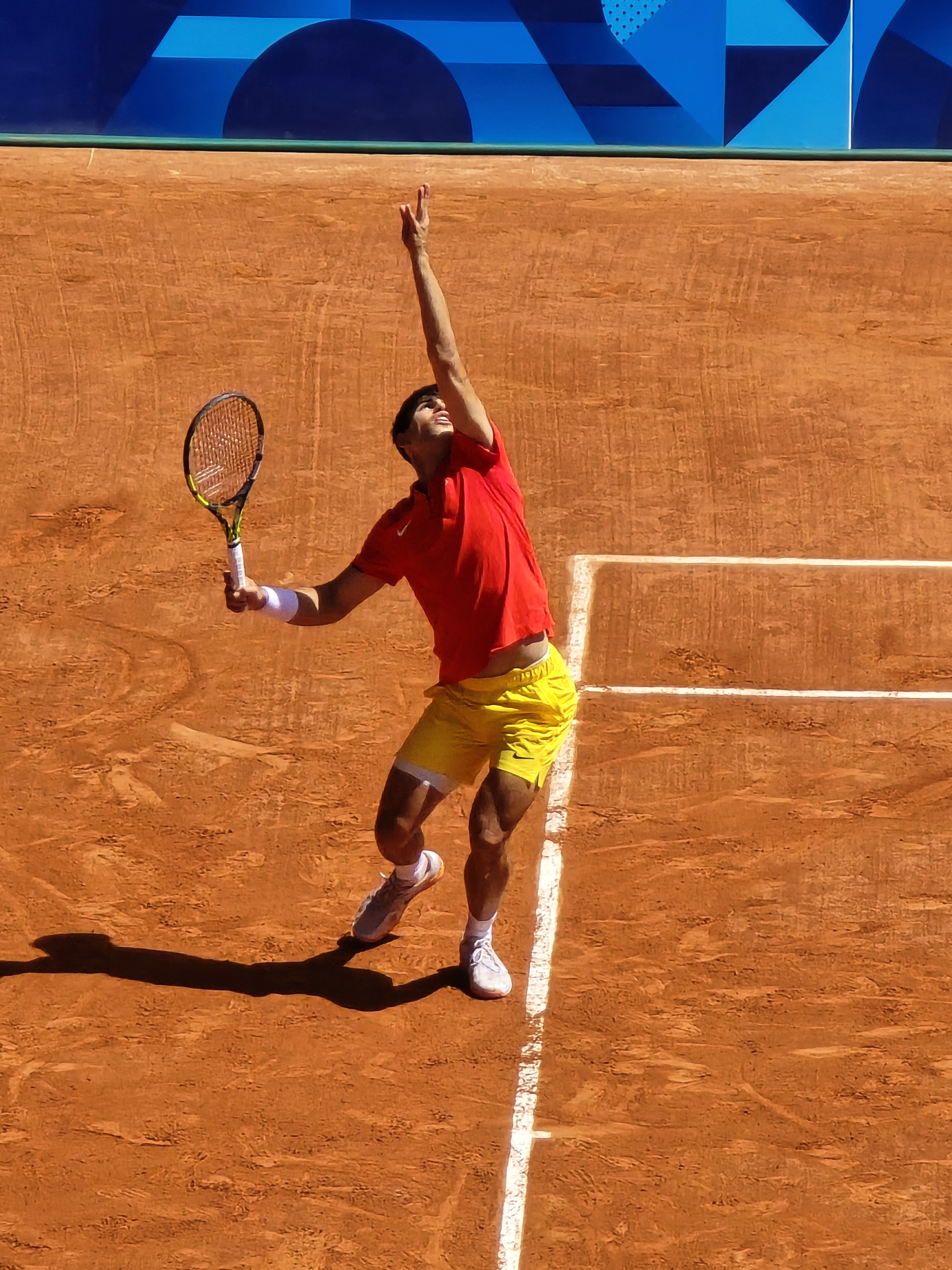
Алькарас в финале Олимпийских игр в Париже (4 августа 2024 года)

На Олимпийских играх в Париже, которые проходили на кортах «Ролан Гаррос», Алькарас был посеян под вторым номером в одиночном разряде. Алькарас уверенно дошёл до финала, не отдав ни одного сета в 5 матчах. В финале Алькарас встретился с Джоковичем. В упорном матче, в котором соперники не смогли сделать ни одного брейка, победу на двух тай-брейках одержал Джокович — 7-6(3), 7-6(2). В парном разряде Алькарас играл с Рафаэлем Надалем. Испанцы выиграли два матча, но в 1/4 финала уступили будущим финалистам Остину Крайчеку и Радживу Раму (2-6, 4-6).
После Олимпийских игр Алькарас уступил французу Гаэлю Монфису в матче второго круга турнира серии «Мастерс» в Цинциннати (США).
На Открытом чемпионате США Алькарас был посеян под третьим номером в первом круге обыграл Ли Ту из Австралии со счётом 6-2, 4-6, 6-3, 6-1. Во втором круге Алькарас сенсационно проиграл 74-й ракетке мира Ботику ван де Зандсхюлпу со счётом 1-6, 5-7, 4-6. Алькарас впервые с Уимблдона 2021 года не сумел дойти до третьего круга турнира Большого шлема, тогда же он последний раз проигрывал полный матч на турнире Большого шлема, не взяв ни сета. После матча Алькарас сказал, что он не мог контролировать эмоции по ходу матча и психологически оказался не готов к игре. На Кубке Дэвиса Алькарас обыграл представителей Франции и Чехии Уго Умбера и Томаша Махача. На Кубке Лэйвера Алькарас начал с поражения в паре с Александром Зверевым от американских теннисистов Фритца и Шелтона. Алькарас сумел обыграть Бена Шелтона в 2 партиях в своем первом матче в одиночном разряде. Затем Алькарас в паре с Каспером Руудом обыграл Фритца и Тиафо. Алькарас принес победу Сборной Европы, переиграв Тэйлора Фритца в решающем матче.
На турнире в Пекине на пути к финалу Алькарас переиграл Мпетши-Перрикара, Грикспора, Хачанова и Медведева, не отдав при этом ни одного сета. В финале Карлос в трёхчасовой битве, победил первую ракетку мира Янника Синнера со счётом 6-7, 6-4, 7-6. На мастерсе в Шанхае Алькарас дошел до четвертьфинала, где сенсационно уступил чеху Томашу Махачу в двух сетах. Махач сумел взять реванш за поражение от Алькараса на Кубке Дэвиса. На мастерсе в Париже Алькарас дошёл до третьего раунда, где уступил будущему финалисту, французу Юго Эмберу. Александр Зверев, находившийся на тот момент на третьей строчке рейтинга, выиграл турнир и обошёл Алькараса в рейтинге, опустив его на 3 место мирового рейтинга. На Итоговом турнире проиграл в первом матче Касперу Рууду, во втором матче сумел выиграть у Андрея Рублёва, в третьем поединке уступил Александру Звереву. Алькарас заболел перед началом турнира, что сказалось на его выступлении. В Кубке Дэвиса в 1/4 финала обыграл Таллона Грикспура, но в решающем парном матче (Рафаэль Надаль уступил в первом матче Ботику ван де Зандшульпу) вместе с Марселем Гранольерсом уступили ван де Зандшульпу и Колхофу.

### 2025: второй четвертьфинал на Открытом чемпионате Австралии, первый титул на крытом харде
Алькарас начал сезон 2025 года на Открытом чемпионате Австралии, как и предыдущий сезон. В стартовом круге он обыграл Александра Шевченко в трёх сетах, во втором в трёх сетах разгромил Йосихито Нисиоку, в третьем круге в четырёх сетах переиграл Нуну Боржеша, в четвёртом круге победил на отказе во время матча Джека Дрейпера. В четвертьфинале Карлос Алькарас встретился с Новаком Джоковичем в их первом матче с Олимпийских игр в Париже. Алькарас считался фаворитом данной встречи до её начала. Карлос взял первый сет со счётом 6-4, но затем проиграл в напряжённой борьбе три последующих сета и снова уступил Джоковичу (6-4, 4-6, 3-6, 4-6). После Открытого чемпионата Австралии Алькарас дебютировал на турнире в Роттердаме и стал чемпионом, обыграв в финале австралийца Алекса Де Минора в трёх сетах со счетом 6-4, 3-6, 6-2, а на пути к финалу обыграл голландца ван де Зандсхюлпа в трёх сетах, итальянца Вавассори в двух сетах, своего соотечественника Мартинеса в 1/4 и поляка Хуберта Хуркача в 1/2. Далее Алькарас сыграл на турнире в Дохе, где дошёл до четвертьфинала, где неожиданно уступил чешскому теннисиста Иржи Лехечке. На Мастерсе в Индиан Уэлсе, где Карлос был двукратным действующим чемпионом турнира, сумел дойти до полуфинала, где неожиданно уступил британцу Джеку Дрейперу в трёх сетах. Дрейпер, впоследствии, обыграл в финале Хольгера Руне и стал чемпионом турнира.
На Мастерсе в Майами Алькарас сенсационно проиграл во втором круге соревнований Давиду Гоффену. На Мастерсе в Монте-Карло Алькарас сыграл впервые с 2022 года и победил. В финале соревнований он обыграл итальянца Лоренцо Музетти в трёх сетах. На пути к финалу Карлос переиграл Серундоло, Альтмайера, Фиса и Давидовича Фокину. На турнире ATP 500 в Барселоне Алькарас дошел до финала, где уступил Хольгеру Руне. Алькарас, играя в финале, получил травму бедра, из-за которой снялся с Мастерса в Мадриде. На Мастерсе в Риме Алькарас на пути к финалу обыграл сербов Ласло Дьёре и Душана Лайовича, россиянина Карена Хачанова, британца Джека Дрейпера и итальянца Лоренцо Музетти. В финале Карлос встретился с первой ракеткой мира итальянцем Янником Синнером, который проводил свой первый турнир после трехмесячной дисквалификации. Карлос уверенно обыграл Янника (7-6, 6-1).
На Ролан Гаррос Карлос вышел в финал, на пути к которому переиграл Зеппьери, Марожана, Джумхура, Шелтона, Пола и Музетти. В финале Алькарас 8 июня вновь сыграл с Янником Синнером. Пятисетовый матч завершился победой Алькараса (4-6, 6-7, 6-4, 7-6, 7-6). В этом матче Карлос сумел отыграться с 0:2 по сетам и тройного матчбола в четвёртом сете,выиграв на чемпионском супертай-брейке  со счётом 10:2. После Ролан Гаррос Алькарас выиграл турнир в Лондоне, переиграв в финале Иржи Лехечку в трёх сетах. На Уимблдоне 2025 Алькарас дошёл до финала, переиграв Фоньини, Тарвета, Штруффа, Рублёва, Норри и Фритца. В финале, как и на Ролан Гаррос месяц назад, встретился с Янником Синнером. Синнер сумел взять реванш у Алькараса за поражения в пяти последних матчах, обыграв Карлоса со счётом 4-6, 6-4, 6-4, 6-4 и не позволил испанцу выиграть Уимблдон третий год подряд.

## Рейтинг на конец года
| Год  | Одиночный рейтинг | Парный рейтинг |
| 2024 | 3                 | —              |
| 2023 | 2                 | —              |
| 2022 | 1                 | 560            |
| 2021 | 32                | —              |
| 2020 | 141               | —              |
| 2019 | 492               | —              |

## Выступления на турнирах

### Финалы турниров Большого шлема в одиночном разряде (6)

#### Победы (5)
| №  | Год  | Турнир                         | Покрытие | Соперник в финале | Счёт                         |
| 1. | 2022 | Открытый чемпионат США         | Хард     | Каспер Рууд       | 6-4 2-6 7-6(1) 6-3           |
| 2. | 2023 | Уимблдон                       | Трава    | Новак Джокович    | 1-6 7-6(6) 6-1 3-6 6-4       |
| 3. | 2024 | Открытый чемпионат Франции     | Грунт    | Александр Зверев  | 6-3 2-6 5-7 6-1 6-2          |
| 4. | 2024 | Уимблдон (2)                   | Трава    | Новак Джокович    | 6-2 6-2 7-6(4)               |
| 5. | 2025 | Открытый чемпионат Франции (2) | Грунт    | Янник Синнер      | 4-6 6-7(4) 6-4 7-6(3) 7-6(2) |

#### Поражение (1)
| №  | Год  | Турнир   | Покрытие | Соперник в финале | Счет            |
| 1. | 2025 | Уимблдон | Трава    | Янник Синнер      | 6-4 4-6 4-6 4-6 |

### Финалы олимпийских турниров в одиночном разряде (1)

#### Поражение (1)
| №  | Год  | Турнир         | Покрытие | Соперник в финале | Счет          |
| 1. | 2024 | Париж, Франция | Грунт    | Новак Джокович    | 6-7(3) 6-7(2) |

### Финалы турнировATPв одиночном разряде (28)

#### Победы (21)
| Легенда                     |
| --------------------------- |
| Турниры Большого шлема (5)* |
| Итоговый турнир ATP (0)     |
| Мастерс (7)                 |
| АТР 500 (7)                 |
| АТР 250 (2)                 |

| Титулы по покрытиям | Титулы по месту проведения матчей турнира |
| ------------------- | ----------------------------------------- |
| Хард (6)*           | Зал (1)                                   |
| Грунт (11)          | Зал (1)                                   |
| Трава (4)           | Открытый воздух (20)                      |
| Ковёр (0)           | Открытый воздух (20)                      |

* количество побед в одиночном разряде.
| №   | Дата             | Турнир                         | Покрытие   | Соперник в финале    | Счёт в финале                |
| 1.  | 25 июля 2021     | Умаг, Хорватия                 | Грунт      | Ришар Гаске          | 6-2 6-2                      |
| 2.  | 20 февраля 2022  | Рио-де-Жанейро, Бразилия       | Грунт      | Диего Шварцман       | 6-4 6-2                      |
| 3.  | 3 апреля 2022    | Майами, США                    | Хард       | Каспер Рууд          | 7-5 6-4                      |
| 4.  | 24 апреля 2022   | Барселона, Испания             | Грунт      | Пабло Карреньо Буста | 6-3 6-2                      |
| 5.  | 8 мая 2022       | Мадрид, Испания                | Грунт      | Александр Зверев     | 6-3 6-1                      |
| 6.  | 11 сентября 2022 | Открытый чемпионат США         | Хард       | Каспер Рууд          | 6-4 2-6 7-6(1) 6-3           |
| 7.  | 19 февраля 2023  | Буэнос-Айрес, Аргентина        | Грунт      | Кэмерон Норри        | 6-3 7-5                      |
| 8.  | 19 марта 2023    | Индиан-Уэлс, США               | Хард       | Даниил Медведев      | 6-3 6-2                      |
| 9.  | 23 апреля 2023   | Барселона, Испания (2)         | Грунт      | Стефанос Циципас     | 6-3 6-4                      |
| 10. | 7 мая 2023       | Мадрид, Испания (2)            | Грунт      | Ян-Леннард Штруфф    | 6-4 3-6 6-3                  |
| 11. | 25 июня 2023     | Лондон, Великобритания         | Трава      | Алекс де Минор       | 6-4 6-4                      |
| 12. | 16 июля 2023     | Уимблдон                       | Трава      | Новак Джокович       | 1-6 7-6(6) 6-1 3-6 6-4       |
| 13. | 17 марта 2024    | Индиан-Уэлс, США (2)           | Хард       | Даниил Медведев      | 7-6(5) 6-1                   |
| 14. | 9 июня 2024      | Открытый чемпионат Франции     | Грунт      | Александр Зверев     | 6-3 2-6 5-7 6-1 6-2          |
| 15. | 14 июля 2024     | Уимблдон (2)                   | Трава      | Новак Джокович       | 6-2 6-2 7-6(4)               |
| 16. | 2 октября 2024   | Пекин, Китай                   | Хард       | Янник Синнер         | 6-7(6) 6-4 7-6(3)            |
| 17. | 9 февраля 2025   | Роттердам, Нидерланды          | Хард (зал) | Алекс де Минор       | 6-4 3-6 6-2                  |
| 18. | 13 апреля 2025   | Монте-Карло, Монако            | Грунт      | Лоренцо Музетти      | 3-6 6-1 6-0                  |
| 19. | 18 мая 2025      | Рим, Италия                    | Грунт      | Янник Синнер         | 7-6(5) 6-1                   |
| 20. | 8 июня 2025      | Открытый чемпионат Франции (2) | Грунт      | Янник Синнер         | 4-6 6-7(4) 6-4 7-6(3) 7-6(2) |
| 21. | 22 июня 2025     | Лондон, Великобритания (2)     | Трава      | Иржи Легечка         | 7-5 6-7(5) 6-2               |

#### Поражения (7)
| №  | Дата            | Турнир                   | Покрытие | Соперник в финале | Счёт в финале     |
| 1. | 24 июля 2022    | Гамбург, Германия        | Грунт    | Лоренцо Музетти   | 4-6 7-6(6) 4-6    |
| 2. | 31 июля 2022    | Умаг, Хорватия           | Грунт    | Янник Синнер      | 7-6(5) 1-6 1-6    |
| 3. | 26 февраля 2023 | Рио-де-Жанейро, Бразилия | Грунт    | Кэмерон Норри     | 7-5 4-6 5-7       |
| 4. | 20 августа 2023 | Цинциннати, США          | Хард     | Новак Джокович    | 7-5 6-7(7) 6-7(4) |
| 5. | 4 августа 2024  | Олимпийские игры         | Грунт    | Новак Джокович    | 6-7(3) 6-7(2)     |
| 6. | 20 апреля 2025  | Барселона, Испания       | Грунт    | Хольгер Руне      | 6-7(6) 2-6        |
| 7. | 13 июля 2025    | Уимблдон                 | Трава    | Янник Синнер      | 6-4 4-6 4-6 4-6   |

### Финалы выставочных турнировATPв одиночном разряде (1)

#### Победа (1)
| №  | Дата           | Турнир                                        | Покрытие   | Соперник в финале | Счёт           |
| 1. | 13 ноября 2021 | Финал ATP среди теннисистов не старше 21 года | Хард (зал) | Себастьян Корда   | 4-3(5) 4-2 4-2 |

## История выступлений на турнирах
По состоянию на 10 июня 2025 года
Для того, чтобы предотвратить неразбериху и удваивание счета, информация в этой таблице корректируется только по окончании турнира или по окончании участия там данного игрока.
| Турнир                       | 2020          | 2021          | 2022          | 2023          | 2024   | 2025  | Итог   | В/П за карьеру |
| ---------------------------- | ------------- | ------------- | ------------- | ------------- | ------ | ----- | ------ | -------------- |
| Турниры Большого шлема       |               |               |               |               |        |       |        |                |
| Открытый чемпионат Австралии | -             | 2Р            | 3Р            | -             | 1/4    | 1/4   | 0 / 4  | 11-4           |
| Открытый чемпионат Франции   | K1            | 3Р            | 1/4           | 1/2           | П      | П     | 2 / 5  | 25-3           |
| Уимблдонский турнир          | НП            | 2Р            | 4Р            | П             | П      |       | 2 / 4  | 18-2           |
| Открытый чемпионат США       | -             | 1/4           | П             | 1/2           | 2Р     |       | 1 / 4  | 17-3           |
| Итог                         | 0 / 0         | 0 / 4         | 1 / 4         | 1 / 3         | 2 / 4  | 1 / 2 | 5 / 17 |                |
| В/П в сезоне                 | 0-0           | 8-4           | 16-3          | 17-2          | 19-2   | 11-1  |        | 71-12          |
| Итоговые турниры             |               |               |               |               |        |       |        |                |
| Итоговый турнир ATP          | -             | -             | -             | 1/2           | Группа |       | 0 / 2  | 3-4            |
| Олимпийские игры             |               |               |               |               |        |       |        |                |
| Летняя Олимпиада             | НП            | -             | Не проводился | Не проводился | II     | НП    | 0 / 1  | 5-1            |
| Турниры Мастерс              |               |               |               |               |        |       |        |                |
| Индиан-Уэлс                  | НП            | 2Р            | 1/2           | П             | П      | 1/2   | 2 / 5  | 20-3           |
| Майами                       | НП            | 1Р            | П             | 1/2           | 1/4    | 2Р    | 1 / 5  | 13-4           |
| Монте-Карло                  | НП            | -             | 2P            | -             | -      | П     | 1 / 2  | 5-1            |
| Мадрид                       | НП            | 1/2           | П             | П             | 1/4    | -     | 2 / 4  | 15-2           |
| Рим                          | -             | -             | -             | 3Р            | -      | П     | 1 / 2  | 7-1            |
| Монреаль/Торонто             | НП            | -             | 2Р            | 1/4           | -      |       | 0 / 2  | 2-2            |
| Цинциннати                   | -             | 1Р            | 1/4           | Ф             | 2Р     |       | 0 / 4  | 6-4            |
| Шанхай                       | Не проводился | Не проводился | Не проводился | 4Р            | 1/4    |       | 0 / 2  | 5-2            |
| Париж                        | -             | 3Р            | 1/4           | 2Р            | 3Р     |       | 0 / 4  | 5-4            |
| Статистика за карьеру        |               |               |               |               |        |       |        |                |
| Проведено финалов            | 0             | 1             | 7             | 8             | 5      | 5     |        | 26             |
| Выиграно турниров АТП        | 0             | 1             | 5             | 6             | 4      | 4     |        | 20             |
| В/П: всего                   | 1-1           | 32-17         | 57-13         | 65-12         | 54-13  | 37-5  |        | 246-61         |
| Σ % побед                    | 50 %          | 65 %          | 81 %          | 84 %          | 81 %   | 88 %  |        | 80,1 %         |

К — проигрыш в квалификационном турнире.

## Победы над теннисистами из топ-10
По состоянию на 10 июня 2025 года
- У Алькараса рекорд 42-21 против игроков, которые на момент проведения матча входили в топ-10.

| Сезон | 2020 | 2021 | 2022 | 2023 | 2024 | 2025 | Всего |
| Побед | 0    | 3    | 9    | 11   | 12   | 7    | 42    |

| №    | Игрок               | Рейтинг | Турнир                     | Покрытие   | Этап       | Счёт                             | Рейтинг Алькараса |
| ---- | ------------------- | ------- | -------------------------- | ---------- | ---------- | -------------------------------- | ----------------- |
| 2021 |                     |         |                            |            |            |                                  |                   |
| 1.   | Стефанос Циципас    | 3       | Открытый чемпионат США     | Хард       | 3-й раунд  | 6-3, 4-6, 7-6(2), 0-6, 7-6(5)    | 55                |
| 2.   | Маттео Берреттини   | 7       | Вена, Австрия              | Хард (зал) | 1/4 финала | 6-1, 6-7(2), 7-6(5)              | 42                |
| 3.   | Янник Синнер        | 9       | Париж, Франция             | Хард (зал) | 2-й раунд  | 7-6(1), 7-5                      | 35                |
| 2022 |                     |         |                            |            |            |                                  |                   |
| 4.   | Маттео Берреттини   | 6       | Рио-де-Жанейро, Бразилия   | Грунт      | 1/4 финала | 6-2, 2-6, 6-2                    | 29                |
| 5.   | Стефанос Циципас    | 5       | Майами, США                | Хард       | 4-й раунд  | 7-5, 6-3                         | 16                |
| 6.   | Хуберт Хуркач       | 10      | Майами, США                | Хард       | 1/2 финала | 7-6(5), 7-6(2)                   | 16                |
| 7.   | Каспер Рууд         | 8       | Майами, США                | Хард       | Финал      | 7-5, 6-4                         | 16                |
| 8.   | Стефанос Циципас    | 5       | Барселона, Испания         | Грунт      | 1/4 финала | 6-4, 5-7, 6-2                    | 11                |
| 9.   | Рафаэль Надаль      | 4       | Мадрид, Испания            | Грунт      | 1/4 финала | 6-2, 1-6, 6-3                    | 9                 |
| 10.  | Новак Джокович      | 1       | Мадрид, Испания            | Грунт      | 1/2 финала | 6-7(5), 7-5, 7-6(5)              | 9                 |
| 11.  | Александр Зверев    | 3       | Мадрид, Испания            | Грунт      | Финал      | 6-3, 6-1                         | 9                 |
| 12.  | Каспер Рууд         | 7       | Открытый чемпионат США     | Хард       | Финал      | 6-4, 2-6, 7-6(1), 6-3            | 4                 |
| 2023 |                     |         |                            |            |            |                                  |                   |
| 13.  | Феликс Оже-Альяссим | 9       | Индиан-Уэлс, США           | Хард       | 1/4 финала | 6-4, 6-4                         | 2                 |
| 14.  | Даниил Медведев     | 6       | Индиан-Уэлс, США           | Хард       | Финал      | 6-3, 6-2                         | 2                 |
| 15.  | Тейлор Фриц         | 10      | Майами, США                | Хард       | 1/4 финала | 6-4, 6-2                         | 1                 |
| 16.  | Стефанос Циципас    | 5       | Барселона, Испания         | Грунт      | Финал      | 6-3, 6-4                         | 2                 |
| 17.  | Стефанос Циципас    | 5       | Открытый чемпионат Франции | Грунт      | 1/4 финала | 6-2, 6-1, 7-6(5)                 | 1                 |
| 18.  | Хольгер Руне        | 6       | Уимблдон                   | Трава      | 1/4 финала | 7-6(3), 6-4, 6-4                 | 1                 |
| 19.  | Даниил Медведев     | 3       | Уимблдон                   | Трава      | 1/2 финала | 6-3, 6-3, 6-3                    | 1                 |
| 20.  | Новак Джокович      | 2       | Уимблдон                   | Трава      | Финал      | 1-6, 7-6(6), 6-1, 3-6, 6-4       | 1                 |
| 21.  | Каспер Рууд         | 9       | Пекин, Китай               | Хард       | 1/4 финала | 6-4, 6-2                         | 2                 |
| 22.  | Андрей Рублёв       | 5       | Итоговый турнир ATP        | Хард (зал) | Группа     | 7-5, 6-2                         | 2                 |
| 23.  | Даниил Медведев     | 3       | Итоговый турнир ATP        | Хард (зал) | Группа     | 6-4, 6-4                         | 2                 |
| 2024 |                     |         |                            |            |            |                                  |                   |
| 24.  | Александр Зверев    | 6       | Индиан-Уэлс, США           | Хард       | 1/4 финала | 6-3, 6-1                         | 2                 |
| 25.  | Янник Синнер        | 3       | Индиан-Уэлс, США           | Хард       | 1/2 финала | 1-6, 6-3, 6-2                    | 2                 |
| 26.  | Даниил Медведев     | 4       | Индиан-Уэлс, США           | Хард       | Финал      | 7-6(5), 6-1                      | 2                 |
| 27.  | Стефанос Циципас    | 9       | Открытый чемпионат Франции | Грунт      | 1/4 финала | 6-3, 7-6(3), 6-4                 | 3                 |
| 28.  | Янник Синнер        | 2       | Открытый чемпионат Франции | Грунт      | 1/2 финала | 2-6, 6-3, 3-6, 6-4, 6-3          | 3                 |
| 29.  | Александр Зверев    | 4       | Открытый чемпионат Франции | Грунт      | Финал      | 6-3, 2-6, 5-7, 6-1, 6-2          | 3                 |
| 30.  | Даниил Медведев     | 5       | Уимблдон                   | Трава      | 1/2 финала | 6-7(1), 6-3, 6-4, 6-4            | 3                 |
| 31.  | Новак Джокович      | 2       | Уимблдон                   | Трава      | Финал      | 6-2, 6-2, 7-6(4)                 | 3                 |
| 32.  | Тейлор Фриц         | 7       | Кубок Лейвера              | Хард (зал) | Группа     | 6-2, 7-5                         | 3                 |
| 33.  | Даниил Медведев     | 5       | Пекин, Китай               | Хард       | 1/2 финала | 7-5, 6-3                         | 3                 |
| 34.  | Янник Синнер        | 1       | Пекин, Китай               | Хард       | Финал      | 6-7(6), 6-4, 7-6(3)              | 3                 |
| 35.  | Андрей Рублёв       | 8       | Итоговый турнир ATP        | Хард (зал) | Группа     | 6-3, 7-6(8)                      | 3                 |
| 2025 |                     |         |                            |            |            |                                  |                   |
| 36.  | Алекс де Минор      | 8       | Роттердам, Нидерланды      | Хард (зал) | Финал      | 6-4, 3-6, 6-2                    | 3                 |
| 37.  | Алекс де Минор      | 7       | Барселона, Испания         | Грунт      | 1/4 финала | 7-5, 6-3                         | 2                 |
| 38.  | Джек Дрейпер        | 5       | Рим, Италия                | Грунт      | 1/4 финала | 6-4, 6-4                         | 3                 |
| 39.  | Лоренцо Музетти     | 9       | Рим, Италия                | Грунт      | 1/2 финала | 6-3, 7-6(4)                      | 3                 |
| 40.  | Янник Синнер        | 1       | Рим, Италия                | Грунт      | Финал      | 7-6(5), 6-1                      | 3                 |
| 41.  | Лоренцо Музетти     | 7       | Открытый чемпионат Франции | Грунт      | 1/2 финала | 4-6, 7-6(3), 6-0, 2-0 — отказ    | 2                 |
| 42.  | Янник Синнер        | 1       | Открытый чемпионат Франции | Грунт      | Финал      | 4-6, 6-7(4), 6-4, 7-6(3), 7-6(2) | 2                 |